# جواد ولي الدين
جواد ولى الدين أو أبو محمد جواد ولي الدين هو شيخ درزي يُعتبر من أرفع المرجعيات الدينية لدى طائفة الموحدين الدروز في سوريا ولبنان وفلسطين ولد سنة 1916 وتوفي عن عمرٍ يُناهز الستة وتسعين عاماً في 2012.
أٌلبس العمامة المكولسة في 5 أذار 1988 حيث عممّه بها عارف حلاوي.